# Несветайло, Иван Васильевич
Ива́н Васи́льевич Несветайло — российский художник. Родился 9 сентября 1959 года в селе Стригуны Белгородской области. Окончил ДХШ в поселке Борисовка (1975), художественное училище в городе Орле (1979). Завершил образование на факультете монументальной живописи ЛВХПУ им. Мухиной (1990). Живёт в Санкт-Петербурге.
Ранее в гимназии при Русском музее в кабинете химии им исполнено панно, с избыточной экспрессией отражающее бурное сосуществование природных стихий планеты.
По мнению ряда петербургских искусствоведов, живопись Ивана Несветайло изменилась после его двухмесячного пребывания (октябрь и ноябрь 1997 года) в Мексике и более позднего посещения Италии.
Отчетом о первой поездке в Мексику стала персональная выставка произведений художника «Мексиканский дневник» в залах Санкт-Петербургского дома журналиста в сентябре 1998 года. Тогда искусствоведы особо отметили работы «Ночь Ягуара» и «Жгучая песня и сладкий арбуз». Конфликт цивилизаций отражен в загадочном полотне «Сон сторожа. Похищение».
Участник ряда выставок. В том числе, с 19 марта по 3 апреля 1999 года в Московском доме скульптора прошла коллективная выставка, где его полотна были представлены вместе со скульпторами Николая Выборнова и картинами живописца Нины Дьяковой. Пригласительный билет был оформлен с использованием мексиканской экзотики (пальмы и испанский язык) .
Не менее интересно его участие в выставке «Мексика глазами российских художников», работавшей в 2000 году в Москве в дни празднования 110-летия дипломатических отношений между Россией и Мексикой. Татьяна Болотова полагала, что для живописца Мексика стала чем-то вроде второго дома. Поэтому жанровое полотно «Мехико» виделось зрителю и искусствоведу воспоминанием, пронизанным ностальгией по столице Мексики.
Каталоги и буклеты выставок хранятся в Научной библиотеке Русского музея.